# Pandanus humilior
Pandanus humilior är en enhjärtbladig växtart som beskrevs av Harold St.John. Pandanus humilior ingår i släktet Pandanus och familjen Pandanaceae. Inga underarter finns listade.